# Liste von Orgeln in Tirol
In der Liste von Orgeln in Tirol werden sukzessive alle Orgeln in Bundesland Tirol erfasst. Für die Liste von Orgeln in Südtirol wurde eine eigene Seite angelegt.

## Liste der Orgeln in Statutarstadt Innsbruck
| Bezirk    | Gemeinde  | Ort/Katastral- gemeinde | Kirche/ Gebäude                | Bild | Orgelbauer           | Jahr    | Manuale    | Register | Bemerkungen |
| --------- | --------- | ----------------------- | ------------------------------ | ---- | -------------------- | ------- | ---------- | -------- | --- |
| Innsbruck | Innsbruck | Amras                   | Pfarrkirche                    |      | Orgelbau Pirchner    | 1960    | II/P       | 15       | |
| Innsbruck | Innsbruck | Allerheiligen           | Pfarrkirche                    |      | Christian Erler      | 2011    | II/P       | 20       | |
| Innsbruck | Innsbruck | Dreiheiligen            | Pfarrkirche                    |      | Orgelbau Metzler     | 1969    | II/P       | 11       | |
| Innsbruck | Innsbruck | Hötting                 | Alte Pfarrkirche               |      | Christian Erler      | 1997    | I/P        | 9        | |
| Innsbruck | Innsbruck | Innenstadt              | Dom zu St. Jakob               |      | Orgelbau Pirchner    | 2000    | III/P (IV) | 57       | Größte Kirchenorgel Nordtirols. Neubau im Gehäuse von Kaspar Humpel, 1725. Disposition |
| Innsbruck | Innsbruck | Innenstadt              | Hofkirche (Hauptorgel)         |      | Hans Mauracher I.    | 1900    | II/P       | 22       | Ursprünglicher Standort auf der Mittelempore. 1980er-Jahre Translozierung von der Mittel- auf die Nordempore, 2005 restauriert durch Wolfgang Bodem. Die Orgel ist eines der wenigen spätromantischen Klangdokumente in Innsbruck. |
| Innsbruck | Innsbruck | Innenstadt              | Hofkirche (Chororgel)          |      | Jörg Ebert           | 1555/61 | II/P       | 15       | größte Renaissanceorgel Österreichs, Artikel |
| Innsbruck | Innsbruck | Innenstadt              | Jesuitenkirche                 |      | E. F. Walcker & Cie. | 1959    | III/P      | 34       | erste, vollmechanische Großorgel Österreichs, 2008 Generalsanierung durch Orgelbau Rösel. Disposition |
| Innsbruck | Innsbruck | Innenstadt              | Serb.-Orth. Kirche (Herz-Jesu) |      | Hans Mauracher I.    | 1900    | II/P       | 16       | |
| Innsbruck | Innsbruck | Innenstadt              | Servitenkirche                 |      | M. Walcker-Mayer     | 1976    | II/P       | 20       | |
| Innsbruck | Innsbruck | Innenstadt              | Spitalskirche                  |      | Orgelbau Pirchner    | 1963    | I/P        | 13       | Umbau und Erweiterung einer Orgel von Johann Georg Gröber |
| Innsbruck | Innsbruck | Pradl                   | Pfarrkirche                    |      | Alois Fuetsch        | 1914    | III/P      | 46       | 1957 Erweiterung durch Michael Weise, 2010 technische Reorganisation durch Orgelbau Rösel. Disposition |
| Innsbruck | Innsbruck | Reichenau               | Ev. Auferstehungskirche        |      | Orgelbau Pirchner    | 1996    | II/P       | 20       | |
| Innsbruck | Innsbruck | Reichenau               | St. Paulus                     |      | M. Walcker-Mayer     | 1970    | II/P       | 25       | Restauriert 2018 |
| Innsbruck | Innsbruck | Saggen                  | Ev. Christuskirche             |      | G. F. Steinmeyer     | 1906    | II/P       | 10       | Die Orgel ist das einzige Werk von G. F. Steinmeyer für Nordtirol. Disposition |
| Innsbruck | Innsbruck | Saggen                  | Liebfrauenkirche               |      | Orgelbau Pirchner    | 1970    | II/P       | 19       | |
| Innsbruck | Innsbruck | St. Nikolaus            | Pfarrkirche                    |      | Orgelbau Pirchner    | 1986    | II/P       | 29       | |
| Innsbruck | Innsbruck | Wilten                  | Basilika                       |      | Franz Reinisch II.   | 1894    | II/P       | 24       | Restauriert 2003. Disposition |
| Innsbruck | Innsbruck | Wilten                  | Stiftskirche (Festorgel)       |      | Verschueren          | 2010    | III/P      | 53       | Disposition |
| Innsbruck | Innsbruck | Wilten                  | Stiftskirche (Chororgel)       |      | Orgelmakerij Reil    | 2010    | II/P       | 14       | |
| Innsbruck | Innsbruck | Wilten                  | Stiftskirche (Herz-Chororgel)  |      | Daniel Herz          | 1675    | I/P        | 10       | 2002/2003 Restauriert durch Jürgen Ahrend. |

## Liste der Orgeln im Bezirk Imst
| Bezirk | Gemeinde                | Ort/Katastral- gemeinde | Kirche/ Gebäude                 | Bild | Orgelbauer           | Jahr | Manuale | Register | Bemerkungen |
| ------ | ----------------------- | ----------------------- | ------------------------------- | ---- | -------------------- | ---- | ------- | -------- | --- |
| Imst   | Haiming                 | Haiming                 | Pfarrkirche                     |      | Orgelbau Rieger      | 1966 | II/P    | 14       | |
| Imst   | Haiming                 | Ochsengarten            | Pfarrkirche                     |      | Pflüger Orgelbau     | 1986 | I/P     | 6        | |
| Imst   | Haiming                 | Ötztal-Bahnhof          | Pfarrkirche                     |      | E. F. Walcker & Cie. | 1955 | III/P   | 46       | Größte Orgel im Tiroler Oberland. Ursprünglich für den ehem. Innsbrucker Stadtsaal errichtet. Nach 30 Jahren der Nichtnutzung 2015 durch Orgelbau Rösel nach Ötztal-Bahnhof transloziert. |
| Imst   | Imst                    |                         | Stadtpfarrkirche                |      | Karl Reinisch I.     | 1912 | II/P    | 33       | 1993 Restauration durch Orgelbau Erler |
| Imst   | Imst                    |                         | Johanneskirche                  |      | Josef Sies           | 1884 | I/P     | 10       | 2020 Restaurierung durch Orgelbau Klais |
| Imst   | Längenfeld              |                         | Pfarrkirche                     |      | Orgelbau Pirchner    | 1995 | II/P    | 18       | |
| Imst   | Mieming                 | Untermieming            | Pfarrkirche                     |      | Anton Behmann        | 1892 | II/P    | 17       | 1899 vom Erbauer erweitert |
| Imst   | Mötz                    | Locherboden             | Wallfahrtskirche Locherboden    |      | Orgelbau Pirchner    | 1996 | II/P    |          | |
| Imst   | Nassereith              |                         | Pfarrkirche                     |      | Franz Reinisch II.   | 1902 | II/P    | 23       | Gehäuse aus 1850 von Mathias Mauracher |
| Imst   | Obsteig                 |                         | Pfarrkirche Obsteig             |      | Johann Georg Gröber  | 1848 |         |          | |
| Imst   | Oetz                    |                         | Pfarrkirche Oetz                |      | Reinisch-Pirchner    | 1987 | II/P    | 19       | |
| Imst   | Rietz                   |                         | Antoniuskirche                  |      | Franz Weber          | 1871 | I/P     | 13       | 2020 durch Alois Linder restauriert. Disposition |
| Imst   | Rietz                   |                         | Pfarrkirche Rietz               |      |                      | 19xx | II/P    |          | |
| Imst   | Roppen                  |                         | Pfarrkirche Roppen              |      | Franz Reinisch II.   | 1899 | II/P    | 18       | |
| Imst   | Silz                    |                         | Dekanatspfarrkirche             |      | Franz Weber          | 1872 | II/P    | 25       | 2017 restauriert |
| Imst   | Stams                   |                         | Pfarrkirche                     |      | Münchner Orgelbau    | 1995 | I/P     | 10       | Rekonstruktion der alten Orgel von Andreas Jäger, 1754 |
| Imst   | Stams                   |                         | Stiftskirche (Hauptorgel)       |      | Orgelbau Rieger      | 2015 | III/P   | 43       | Neubau im alten Gehäuse |
| Imst   | Stams                   |                         | Stiftskirche (Chororgel)        |      | Andreas Jäger        | 1757 | I/P     | 12       | Restauriert durch Alois Linder 2015/2016 |
| Imst   | Stams                   |                         | Stiftskirche (Hl. Blut-Kapelle) |      | Franz Greil          | 1771 | I/P     | 11       | Restauriert durch Alois Linder 2015 |
| Imst   | St. Leonhard im Pitztal | Zaunhof                 | Expositurkirche Zaunhof         |      | Andreas Mauracher    | 1805 | I/P     | 10       | |

## Liste der Orgeln im Bezirk Innsbruck-Land
| Bezirk         | Gemeinde               | Ort/Katastral- gemeinde | Kirche/ Gebäude                    | Bild | Orgelbauer            | Jahr      | Manuale | Register | Bemerkungen |             |
| -------------- | ---------------------- | ----------------------- | ---------------------------------- | ---- | --------------------- | --------- | ------- | -------- | --- | ----------- |
| Innsbruck-Land | Absam                  |                         | Basilika St. Michael               |      | Josef Aigner          | 1841      | II/P    | 23       | Grundsubstanz von Johann Anton Fuchs, 1776. Mehrfach erweitert und restauriert, zuletzt 2002/2003 durch Orgelbau Erler & Orgelbau Vier. | Disposition |
| Innsbruck-Land | Aldrans                |                         | Pfarrkirche Aldrans                |      | Walcker-Mayer         | 1975      | II/P    | 14       | |             |
| Innsbruck-Land | Ampass                 |                         | Pfarrkirche Ampass                 |      | Orgelbau Pirchner     | 2010      | II/P    | 19       | |             |
| Innsbruck-Land | Axams                  |                         | Dekanatspfarrkirche                |      | Orgelbau Pirchner     | 1975      | II/P    | 17       | Neubau, restauriert durch Orgelbau Rösel                                                                                                |             |
| Innsbruck-Land | Baumkirchen            |                         | Pfarrkirche Baumkirchen            |      | Karl Reinisch         | 1907      | II/P    |          | |             |
| Innsbruck-Land | Birgitz                |                         | Pfarrkirche Birgitz                |      | Orgelbau Pirchner     | 1975      | II/P    | 17       | |             |
| Innsbruck-Land | Flaurling              |                         | Pfarrkirche                        |      | Franz Weber           | 1875      | II/P    | 20       | 1985 restauriert Disposition |             |
| Innsbruck-Land | Fritzens               |                         | Pfarrkirche Fritzens               |      | Christoph Enzenhofer  | 1996      | II/P    | 23       | |             |
| Innsbruck-Land | Götzens                |                         | Pfarr- und Wallfahrtskirche        |      | Josef Reinisch        | 1833      | II/P    | 19       | |             |
| Innsbruck-Land | Gries am Brenner       |                         | Pfarrkirche Gries am Brenner       |      | Orgelbau Pirchner     | 2008      | II/P    | 19       | |             |
| Innsbruck-Land | Gries am Brenner       | Vinaders                | Pfarrkirche Vinaders               |      | Franz Xaver Fuchs     | 1780      | II/P    | 17       | |             |
| Innsbruck-Land | Hall in Tirol          |                         | Stadtpfarrkirche                   |      | Orgelbau Pirchner     | 1999      | III/P   | 50       | Neubau im Gehäuse von Franz Köck, 1689. Disposition                                                                                     |             |
| Innsbruck-Land | Hall in Tirol          |                         | Franziskanerkirche                 |      | Karl Reinisch         | 1920      | II/P    | 25       | 2016 Restauration durch Orgelbau Erler                                                                                                  |             |
| Innsbruck-Land | Hall in Tirol          | Heiligkreuz             | Benefizialkirche                   |      | Johann Ev. Feyerstein | 1767      | I/P     | 8        | 1996 Restauration durch Orgelbau Christian Erler                                                                                        |             |
| Innsbruck-Land | Hatting                | Hatting                 | Pfarrkirche Hatting                |      | Franz Weber           | 1870      | I/P     | 8        | |             |
| Innsbruck-Land | Inzing                 | Inzing                  | Pfarrkirche Inzing                 |      | Franz Xaver Fuchs     | 1781      | II/P    | 23       | 2004 Restauration durch Orgelbau Pirchner                                                                                               |             |
| Innsbruck-Land | Kematen in Tirol       |                         | Pfarrkirche                        |      | Franz Reinisch I.     | 1831      | II/P    | 20       | Umbau durch Franz Weber; 2005/2006 Rekonstruktion durch Wolfgang Bodem                                                                  |             |
| Innsbruck-Land | Kolsass                |                         | Pfarrkirche Kolsass                |      | Franz Reinisch II.    | 1919      | II/P    | 26       | |             |
| Innsbruck-Land | Lans (Tirol)           |                         | Pfarrkirche Lans                   |      | Alois Linder          | 2022      | II/P    | 14       | |             |
| Innsbruck-Land | Leutschach             | Oberleutasch            | Pfarrkirche Oberleutasch           |      | Franz Weber           | 1893      | I/P     |          | |             |
| Innsbruck-Land | Leutschach             | Unterleutasch           | Pfarrkirche Unterleutasch          |      | Johann Georg Gröber   | 1833      | I/P     |          | |             |
| Innsbruck-Land | Matrei am Brenner      | Pfons                   | Pfarrkirche Mariä Himmelfahrt      |      | Orgelbau Pirchner     | 1976      | II/P    | 21       | Das Hauptgehäuse der Orgel ist aus dem 1. Viertel des 19. Jahrhunderts, das Werk mit einem neuen Rückpositiv ist aus 1976.              |             |
| Innsbruck-Land | Matrei am Brenner      | Pfons                   | Johanneskapelle (Pfons)            |      |                       | 19xx      |         |          | |             |
| Innsbruck-Land | Mieders                | Mieders                 | Pfarrkirche Mieders                |      | Franz Reinisch II.    | 1982      | II/P    |          | |             |
| Innsbruck-Land | Mils bei Hall          | Mils                    | Pfarrkirche Mils bei Hall          |      | Hans Pirchner         | 1995      | II/P    | 20       | |             |
| Innsbruck-Land | Mutters                |                         | Pfarrkirche Mutters                |      |                       | 19xx      | II/P    |          | |             |
| Innsbruck-Land | Natters                | Natters                 | Pfarrkirche Natters                |      | Johann Pirchner       | 1987      | I/P     | 14       | |             |
| Innsbruck-Land | Neustift im Stubaital  |                         | Pfarrkirche                        |      | Orgelbau Pirchner     | 1993      | III/P   | 33       | |             |
| Innsbruck-Land | Obernberg am Brenner   |                         | Pfarrkirche Obernberg am Brenner   |      |                       |           | II/P    |          | |             |
| Innsbruck-Land | Oberperfuss            |                         | Pfarrkirche Oberperfuss            |      | Orgelbau Pirchner     | 1967      | II/P    |          | Gehäuse von Franz Weber aus 1867, Positiv von Reinisch-Pirchner aus 1967                                                                |             |
| Innsbruck-Land | Ranggen                |                         | Pfarrkirche Ranggen                |      | Franz Weber           | 1900      | I/P     | 15       | Disposition |             |
| Innsbruck-Land | Reith bei Seefeld      |                         | Pfarrkirche Reith bei Seefeld      |      |                       | 19xx      |         |          | |             |
| Innsbruck-Land | Rinn                   |                         | Pfarrkirche                        |      | Christian Erler       | 2003      | II/P    | 18       | |             |
| Innsbruck-Land | Rum (Tirol)            |                         | Pfarrkirche Rum                    |      | Orgelbau Pirchner     | 2003      | II/P    | 18       | |             |
| Innsbruck-Land | Schmirn                |                         | Pfarrkirche Schmirn                |      |                       |           |         |          | |             |
| Innsbruck-Land | Schönberg im Stubaital |                         | Pfarrkirche Schönberg im Stubaital |      | Franz Reinisch        | 1962      | II/P    |          | |             |
| Innsbruck-Land | Seefeld                |                         | Pfarrkirche                        |      | Orgelbau Rieger       | 1993      | III/P   | 33       | |             |
| Innsbruck-Land | Sistrans               |                         | Pfarrkirche Sistrans               |      | Orgelbau Pirchner     | 1984      | I/P     | 8        | |             |
| Innsbruck-Land | St. Jodok am Brenner   |                         | Pfarrkirche St. Jodok am Brenner   |      | Joseph Reinisch       | 1831      | I/P     | 10       | |             |
| Innsbruck-Land | Steinach am Brenner    |                         | Pfarrkirche                        |      | Orgelbau Pirchner     | 1992      | III/P   | 37       | |             |
| Innsbruck-Land | Telfes im Stubai       |                         | Pfarrkirche                        |      | Franz Weber           | 1865      | II/P    | 24       | Restauriert 1989 |             |
| Innsbruck-Land | Telfs                  |                         | Dekanatspfarrkirche                |      | Orgelbau Pirchner     | 1987      | III/P   | 33       | Rückpositiv besitzt eigene Spielanlage                                                                                                  |             |
| Innsbruck-Land | Thaur                  |                         | Pfarrkirche                        |      | Orgelbau Pirchner     | 1973      | II/P    | 19       | |             |
| Innsbruck-Land | Trins                  |                         | Pfarrkirche Trins                  |      | Franz Reinisch I.     | 19. Jhdt. | I/P     | 12       | |             |
| Innsbruck-Land | Vals (Tirol)           |                         | Pfarrkirche St. Jodok am Brenner   |      | Orgelbau Pirchner     | 19. Jhdt. | I/P     |          | |             |
| Innsbruck-Land | Volders                |                         | Pfarrkirche                        |      | Orgelbau Pirchner     | 1992      | II/P    | 20       | |             |
| Innsbruck-Land | Völs                   |                         | Neue Pfarrkirche                   |      | Orgelbau Rieger       | 1997      | II/P    | 17       | |             |
| Innsbruck-Land | Wattens                |                         | Alte Pfarrkirche                   |      | Orgelbau Pflüger      | 1986      | II/P    | 18       | |             |
| Innsbruck-Land | Wattens                |                         | Neue Pfarrkirche                   |      | Orgelbau Pirchner     | 1958      | III/P   | 46 (48)  | |             |
| Innsbruck-Land | Zirl                   |                         | Pfarrkirche Zirl                   |      | Josef Aigner          | 1851      | II/P    | 28       | |             |

## Liste der Orgeln im Bezirk Kitzbühel
| Bezirk    | Gemeinde                | Ort/Katastral- gemeinde | Kirche/ Gebäude                     | Bild | Orgelbauer                 | Jahr | Manuale | Register | Bemerkungen                                           |
| --------- | ----------------------- | ----------------------- | ----------------------------------- | ---- | -------------------------- | ---- | ------- | -------- | ----------------------------------------------------- |
| Kitzbühel | Aurach bei Kitzbühel    |                         | Pfarrkirche Aurach bei Kitzbühel    |      | Bartlmä Unterberger        | 1822 | I/P     | 7        |                                                       |
| Kitzbühel | Brixen im Thale         |                         | Pfarrkirche Brixen im Thale         |      | Orgelbau Pirchner          | 2001 | II/P    | 22       |                                                       |
| Kitzbühel | Fieberbrunn             |                         | Pfarrkirche                         |      | Orgelbau Kögler            | 1995 | II/P    | 22       |                                                       |
| Kitzbühel | Going am Wilden Kaiser  |                         | Pfarrkirche Going am Wilden Kaiser  |      | Reinisch-Pirchner          | 1967 | I/P     | 10       |                                                       |
| Kitzbühel | Hopfgarten im Brixental |                         | Pfarrkirche                         |      | Orgelbau Metzler           | 1998 | III/P   | 44       | Größte Kirchenorgel im Tiroler Unterland. Disposition |
| Kitzbühel | Itter (Tirol)           |                         | Pfarrkirche Itter (Tirol)           |      | Matthäus Mauracher's Söhne | 1898 | II/P    | 11       |                                                       |
| Kitzbühel | Jochberg                |                         | Pfarrkirche Jochberg                |      |                            |      | II/P    |          |                                                       |
| Kitzbühel | Kirchberg in Tirol      |                         | Pfarrkirche                         |      | Pflüger Orgelbau           | 1996 | II/P    | 21       | [ 1 ]                                                 |
| Kitzbühel | Kirchdorf in Tirol      |                         | Pfarrkirche                         |      | Orgelbau Cäcilia           | 1928 | II/P    | 16       |                                                       |
| Kitzbühel | Kitzbühel               |                         | Christuskirche (Kitzbühel)          |      | Fritz Mertel               | 1962 | II/P    | 8        |                                                       |
| Kitzbühel | Kitzbühel               |                         | Liebfrauenkirche (Kitzbühel)        |      | Christoph Egedacher        | 1664 | I       | 4        |                                                       |
| Kitzbühel | Kitzbühel               |                         | Stadtpfarrkirche                    |      | Orgelbau Pirchner          | 1990 | II/P    | 26       |                                                       |
| Kitzbühel | Kössen                  |                         | Pfarrkirche                         |      | Karl Reinisch I.           | 1930 | II/P    | 22       | [ 2 ]                                                 |
| Kitzbühel | Reith bei Kitzbühel     |                         | Pfarrkirche Reith bei Kitzbühel     |      | Joseph Aigner              | 1843 | II/P    |          | 1937 von Dreher & Flamm umgebaut                      |
| Kitzbühel | St. Johann in Tirol     |                         | Dekanatspfarrkirche                 |      | Orgelbau Pirchner          | 1985 | II/P    | 25       |                                                       |
| Kitzbühel | St. Johann in Tirol     | Weitau                  | Filialkirche St. Nikolaus           |      | Orgelbau Pirchner          | 1985 | I/P     | 7        |                                                       |
| Kitzbühel | Schwendt                |                         | Pfarrkirche                         |      | Josef Sapl                 | 1895 | I/P     | 6        | 2017 Restauration durch Orgelbau Erler                |
| Kitzbühel | St. Ulrich am Pillersee |                         | Pfarrkirche St. Ulrich am Pillersee |      | Hermann Oettl              | 1970 | II/P    | 11       |                                                       |
| Kitzbühel | Waidring                |                         | Pfarrkirche Waidring                |      |                            |      | II/P    |          |                                                       |
| Kitzbühel | Westendorf              |                         | Pfarrkirche Westendorf              |      | Reinisch-Pirchner          | 1977 | II/P    | 10       |                                                       |

## Liste der Orgeln im Bezirk Kufstein
| Bezirk   | Gemeinde                  | Ort/Katastral- gemeinde | Kirche/ Gebäude                       | Bild | Orgelbauer          | Jahr    | Manuale | Register | Bemerkungen                                                                              |
| -------- | ------------------------- | ----------------------- | ------------------------------------- | ---- | ------------------- | ------- | ------- | -------- | ---------------------------------------------------------------------------------------- |
| Kufstein | Alpbach                   |                         | Pfarrkirche Alpbach                   |      | Johann Anton Fuchs  | 1771    | I/P     |          | 1954 von Karl Reinisch's Erben erweitert                                                 |
| Kufstein | Angath                    |                         | Pfarrkirche Angath                    |      | Franz Weber         | 1898    | I/P     |          | später verändert                                                                         |
| Kufstein | Brandenberg               |                         | Pfarrkirche Brandenberg               |      | Josef Sapl          | 1896    | I/P     |          | Foto vor der 2023/24 erfolgten Rückführung durch Christian Erler auf den Originalzustand |
| Kufstein | Breitenbach am Inn        |                         | Pfarrkirche                           |      | Christian Erler     | 2004    | II/P    | 25       | Neubau im alten Gehäuse von Johann Balthasar Humpel                                      |
| Kufstein | Brixlegg                  |                         | Pfarrkirche                           |      | Orgelbau Pirchner   | 1948    | II/P    | 30       |                                                                                          |
| Kufstein | Ebbs                      |                         | Pfarrkirche Ebbs                      |      | Reinisch-Pirchner   | 1976    | II/P    | 23       |                                                                                          |
| Kufstein | Erl                       |                         | Pfarrkirche Erl                       |      | Walcker-Mayer       | 1974    | II/P    | 14       |                                                                                          |
| Kufstein | Kirchbichl                | Bruckhäusl              | Pfarrkirche Bruckhäusl                |      | Reinisch-Pirchner   | 1981    | II/P    | 16       |                                                                                          |
| Kufstein | Kirchbichl                | Kirchbichl              | Pfarrkirche Kirchbichl                |      | Reinisch-Pirchner   | 1985    | II/P    | 18       |                                                                                          |
| Kufstein | Kramsach                  | Mariathal               | Pfarr- und Wallfahrtskirche           |      | Orgelbau Pirchner   | 1972    | II/P    | 22       |                                                                                          |
| Kufstein | Kufstein                  | Kleinholz               | Wallfahrtskirche Kleinholz            |      | Christian Erler     | 2000    | I/P     | 10       | Disposition                                                                              |
| Kufstein | Kufstein                  | Kufstein                | Heldenorgel                           |      | Orgelbau Eisenbarth | 2008/09 | IV/P    | 65       | Größte Orgel Nordtirols, sowie größte Freiluftorgel der Welt. Details und Disposition    |
| Kufstein | Kufstein                  | Kufstein                | Stadtpfarrkirche St. Vitus            |      | Orgelbau Pirchner   | 1976    | II/P    | 21       | [ 3 ]                                                                                    |
| Kufstein | Kufstein                  | Sparchen                | Pfarrkirche Kufstein-Sparchen         |      | Gebrüder Rieger     | 1902    | II/P    | 10       | Disposition                                                                              |
| Kufstein | Kundl                     |                         | Pfarrkirche                           |      | Orgelbau Rieger     | 1991    | II/P    | 21       |                                                                                          |
| Kufstein | Langkampfen               | Oberlangkampfen         | Pfarrkirche Oberlangkampfen           |      |                     |         |         |          |                                                                                          |
| Kufstein | Langkampfen               | Unterlangkampfen        | Pfarrkirche Langkampfen               |      | Georg Hochmuth      | 1843    | I/P     | 12       |                                                                                          |
| Kufstein | Münster (Tirol)           | Münster                 | Pfarrkirche Münster (Tirol)           |      |                     |         | II/P    |          |                                                                                          |
| Kufstein | Radfeld                   | Radfeld                 | Filialkirche St. Briccius             |      | Reinisch-Pirchner   | 1985    | I/P     | 7        |                                                                                          |
| Kufstein | Rattenberg                |                         | Stadtpfarrkirche                      |      | Orgelbau Pirchner   | 1986    | II/P    | 23       |                                                                                          |
| Kufstein | Reith im Alpbachtal       | Reith im Alpbachtal     | Pfarrkirche Reith im Alpbachtal       |      | Orgelbau Pirchner   | 1930    | II/P    |          |                                                                                          |
| Kufstein | Scheffau am Wilden Kaiser |                         | Pfarrkirche Scheffau am Wilden Kaiser |      | Reinisch-Pirchner   | 1964    | II/P    | 15       |                                                                                          |
| Kufstein | Schwoich                  |                         | Pfarrkirche                           |      | Orgelbau Rieger     | 1994    | II/P    | 15       |                                                                                          |
| Kufstein | Söll                      |                         | Pfarrkirche                           |      | Orgelbau Pirchner   | 1983    | II/P    | 23       | [ 4 ]                                                                                    |
| Kufstein | Thiersee                  | Vorderthiersee          | Pfarrkirche Vorderthiersee            |      | Dreher & Reinisch   | 1975    | II/P    | 20       |                                                                                          |
| Kufstein | Walchsee                  | Walchsee                | Pfarrkirche Walchsee                  |      | Reinisch-Pirchner   | 1969    | II/P    | 14       |                                                                                          |
| Kufstein | Wildschönau               | Oberau                  | Pfarrkirche Oberau                    |      | Albert Mauracher    | 1896    | II/P    | 16       |                                                                                          |
| Kufstein | Wildschönau               | Thierbach               | Pfarrkirche Thierbach                 |      | Josef Sapl          | 1909    | I/P     | 8        |                                                                                          |
| Kufstein | Wörgl                     |                         | Stadtpfarrkirche                      |      | Orgelbau Pirchner   | 1968    | II/P    | 20       |                                                                                          |

## Liste der Orgeln im Bezirk Landeck
| Bezirk  | Gemeinde           | Ort/Katastral- gemeinde | Kirche/ Gebäude                | Bild | Orgelbauer        | Jahr | Manuale | Register | Bemerkungen                                                             |
| ------- | ------------------ | ----------------------- | ------------------------------ | ---- | ----------------- | ---- | ------- | -------- | ----------------------------------------------------------------------- |
| Landeck | Fließ              |                         | Neue Pfarrkirche               |      | Franz Weber       | 1896 | II/P    | 26       | Restauriert durch Orgelbau Pirchner                                     |
| Landeck | Galtür             |                         | Pfarrkirche                    |      | Franz Weber       | 1867 | I/P     | 14       |                                                                         |
| Landeck | Grins              |                         | Pfarrkirche                    |      | Orgelbau Rieger   | 1988 | II/P    | 22       |                                                                         |
| Landeck | Ischgl             |                         | Pfarrkirche                    |      | Orgelbau Späth    | 2001 | II/P    | 25       |                                                                         |
| Landeck | Kappl              |                         | Pfarrkirche                    |      | Orgelbau Pirchner | 1966 | II/P    | 23       | Umbau mit Erhalt von Pfeifen der alten Orgel von Johann Anton Fuchs II. |
| Landeck | Landeck            |                         | Stadtpfarrkirche               |      | Orgelbau Pirchner | 1977 | II/P    | 19       |                                                                         |
| Landeck | Pfunds             |                         | Pfarrkirche Pfunds             |      |                   | 19xx | II/P    |          |                                                                         |
| Landeck | Prutz              |                         | Dekanatspfarrkirche Prutz      |      |                   |      | II/P    |          |                                                                         |
| Landeck | Ried im Oberinntal |                         | Pfarrkirche Ried im Oberinntal |      |                   |      | II/P    |          |                                                                         |
| Landeck | Schönwies          |                         | Pfarrkirche Schönwies          |      | Friedrich Heftner | 1993 | II/P    | 17       |                                                                         |
| Landeck | Serfaus            |                         | Pfarrkirche Serfaus            |      |                   |      |         |          |                                                                         |
| Landeck | Zams               |                         | Pfarrkirche                    |      | Orgelbau Pirchner | 2005 | II/P    | 22       |                                                                         |

## Liste der Orgeln im Bezirk Lienz
| Bezirk | Gemeinde             | Ort/Katastral- gemeinde | Kirche/ Gebäude                    | Bild | Orgelbauer          | Jahr     | Manuale | Register | Bemerkungen                                                     |
| ------ | -------------------- | ----------------------- | ---------------------------------- | ---- | ------------------- | -------- | ------- | -------- | --------------------------------------------------------------- |
| Lienz  | Anras                |                         | Pfarrkirche Anras                  |      | Reinisch-Pirchner   | 1969     | II/P    | 18       |                                                                 |
| Lienz  | Außervillgraten      |                         | Pfarrkirche                        |      | Franz Weber         | 1862/63  | II/P    | 19       |                                                                 |
| Lienz  | Gaimberg             | Rotte Grafendorf        | Pfarrkirche Grafendorf in Gaimberg |      | Alois Linder        | 2014     | I/P     | 6        | Disposition                                                     |
| Lienz  | Heinfels             |                         | Expositurkirche Heinfels           |      | Anton Skrabl        | 2005     | II/P    | 8        |                                                                 |
| Lienz  | Innervillgraten      | Kalkstein               | Expositurkirche Kalkstein          |      | unbekannt           | ca. 1880 | I/P     | 4        |                                                                 |
| Lienz  | Kals am Großglockner | Kals                    | Pfarrkirche Kals am Großglockner   |      | Reinisch-Pirchner   | 1962     | II/P    | 15       |                                                                 |
| Lienz  | Lienz                |                         | Stadtpfarrkirche St. Andrä         |      | Orgelbau Pirchner   | 1972     | II/P    | 22       | Neubau mit Erhalt von Pfeifen der alten Orgel von Andreas Putz. |
| Lienz  | Lienz                |                         | Franziskanerkirche                 |      | Orgelbau Pirchner   | 2009     | III/P   | 38       | Größte Orgel in Osttirol.                                       |
| Lienz  | Matrei in Osttirol   |                         | Pfarrkirche Matrei in Osttirol     |      | Franz Reinisch      | 1875     | II/P    | 25       |                                                                 |
| Lienz  | Obertilliach         |                         | Pfarrkirche Obertilliach           |      | Franz Reinisch II.  | 1904     | II/P    | 17       |                                                                 |
| Lienz  | Strassen (Tirol)     |                         | Filialkirche Strassen              |      | Franz Reinisch II.  | 1902     | I/P     | 10       |                                                                 |
| Lienz  | Strassen (Tirol)     |                         | Pfarrkirche Strassen               |      | Peter Volgger d. J. | 1871     | I/P     |          |                                                                 |

## Liste der Orgeln im Bezirk Reutte
| Bezirk | Gemeinde     | Ort/Katastral- gemeinde | Kirche/ Gebäude            | Bild | Orgelbauer          | Jahr | Manuale | Register | Bemerkungen                                                                                       |
| ------ | ------------ | ----------------------- | -------------------------- | ---- | ------------------- | ---- | ------- | -------- | ------------------------------------------------------------------------------------------------- |
| Reutte | Bach (Tirol) | Bach                    | Pfarrkirche Bach           |      |                     |      | I/P     |          |                                                                                                   |
| Reutte | Berwang      | Berwang                 | Pfarrkirche                |      | Franz Weber         | 1879 |         |          |                                                                                                   |
| Reutte | Biberwier    | Biberwier               | Pfarrkirche                |      | Johann Georg Gröber | 1843 | I/P     | 12       |                                                                                                   |
| Reutte | Bichlbach    | Bichlbach               | Pfarrkirche                |      | Mathias Weber       | 1844 | I/P     | 14       | [ 5 ]                                                                                             |
| Reutte | Breitenwang  | Breitenwang             | Pfarrkirche                |      | Verschueren         | 2000 | III/P   | 31       | Disposition                                                                                       |
| Reutte | Ehrwald      | Ehrwald                 | Pfarrkirche                |      | Reinisch-Pirchner   | 1966 | II/P    | 21       |                                                                                                   |
| Reutte | Elbigenalp   | Elbigenalp              | Pfarrkirche                |      | Franz Weber         | 1867 |         |          |                                                                                                   |
| Reutte | Elmen        | Elmen                   | Pfarrkirche                |      | Anton Behmann       | 1910 |         |          |                                                                                                   |
| Reutte | Grän         | Grän                    | Pfarrkirche                |      | Christian Erler     | 1995 | II/P    | 14       |                                                                                                   |
| Reutte | Häselgehr    | Häselgehr               | Pfarrkirche                |      | Martin Pflüger      | 1996 | II/P    | 17       | Gehäuse aus 1832 von Mathias Mauracher                                                            |
| Reutte | Heiterwang   | Heiterwang              | Pfarrkirche                |      | Franz Weber         | 1890 | I/P     | 12       | Gehäuse aus 1891 von Franz Weber                                                                  |
| Reutte | Holzgau      | Holzgau                 | Pfarrkirche Holzgau        |      | Franz Weber         | 1840 | I/P     |          |                                                                                                   |
| Reutte | Jungholz     | Jungholz                | Pfarrkirche                |      |                     |      |         |          |                                                                                                   |
| Reutte | Lechaschau   | Lechaschau              | Pfarrkirche                |      |                     |      |         |          |                                                                                                   |
| Reutte | Lermoos      | Lermoos                 | Pfarrkirche                |      | Balthasar Freiwiß   | 1740 | II/P    |          | 1803 aus dem Kloster Rottenbuch hierher übertragen, in einem einfacheren Gehäuse wieder aufgebaut |
| Reutte | Nesselwängle | Nesselwängle            | Pfarrkirche                |      | Franz Weber         | 1885 | I/P     |          |                                                                                                   |
| Reutte | Pinswang     | Pinswang                | Pfarrkirche                |      | Hermann Späth       | 1899 |         |          |                                                                                                   |
| Reutte | Reutte       | Reutte                  | Pfarrkirche                |      | Orgelbau Pirchner   | 1989 | III/P   | 30       |                                                                                                   |
| Reutte | Reutte       | Reutte                  | Dreieinigkeitskirche       |      | Günter Ismayr       | 1986 | II/P    | 12       |                                                                                                   |
| Reutte | Reutte       | Reutte                  | Franziskanerkloster Reutte |      |                     |      | II/P    |          |                                                                                                   |
| Reutte | Tannheim     | Tannheim                | Pfarrkirche                |      | Franz Reinisch II.  | 1898 | II/P    | 19       | [ 7 ]                                                                                             |
| Reutte | Vils (Tirol) | Vils                    | Stadtpfarrkirche           |      | Josef Behmann       | 1907 | II/P    |          |                                                                                                   |
| Reutte | Wängle       | Wängle                  | Pfarrkirche                |      | Matthäus Mauracher  | 1909 | II/P    |          |                                                                                                   |
| Reutte | Zöblen       | Zöblen                  | Expositurkirche Zöblen     |      | Franz Reinisch      | 1900 | I/P     |          |                                                                                                   |

## Liste der Orgeln im Bezirk Schwaz
| Bezirk | Gemeinde            | Ort/Katastral- gemeinde | Kirche/ Gebäude                            | Bild | Orgelbauer             | Jahr      | Manuale | Register | Bemerkungen |
| ------ | ------------------- | ----------------------- | ------------------------------------------ | ---- | ---------------------- | --------- | ------- | -------- | --- |
| Schwaz | Achenkirch          | Achenkirch              | Pfarrkirche Achenkirch                     |      | Josef Aigner           | 1878      | II/P    | 19       | |
| Schwaz | Aschau im Zillertal | Aschau im Zillertal     | Pfarrkirche Aschau im Zillertal            |      |                        |           |         |          | |
| Schwaz | Aschau im Zillertal | Thurnbach               | Filialkirche                               |      | Christian Erler        | 1996      | I/P     | 5        | |
| Schwaz | Buch in Tirol       | Buch                    | Pfarrkirche                                |      | Orgelbau Pirchner      | 2000      | I/P     | 11       | |
| Schwaz | Fügen               |                         | Dekanatspfarrkirche                        |      | Orgelbau Rieger        | 1980      | II/P    | 20       | |
| Schwaz | Fügenberg           |                         | St. Pankratius (Fügenberg)                 |      | Johann Anton Fuchs II. | 1768      | I/P     | 9        | |
| Schwaz | Gerlos              |                         | Pfarrkirche Gerlos                         |      | unbekannt              | 18. Jhdt. | I/P     | 9        | durch Christian Erler 1991 rekonstruiert                                                                                              |
| Schwaz | Hainzenberg         |                         | Wallfahrtskirche Maria Rast am Hainzenberg |      | Orgelbau Pirchner      | 1977      | I/P     | 5        | |
| Schwaz | Hart im Zillertal   |                         | Pfarrkirche                                |      | Karl Mauracher         | 1839      | I/P     | 9        | Restauriert 2021 durch Walter Vonbank                                                                                                 |
| Schwaz | Hippach             |                         | Pfarrkirche Hippach                        |      | Gerhard Hradetzky      | 1993      | II/P    | 18       | |
| Schwaz | Jenbach             |                         | Dekanatspfarrkirche                        |      | M. Walcker-Mayer       | 1975      | II/P    | 20       | |
| Schwaz | Mayrhofen           |                         | Pfarrkirche                                |      | M. Walcker-Mayer       | 19767     | II/P    | 21       | |
| Schwaz | Ried im Zillertal   |                         | Pfarrkirche Ried im Zillertal              |      | Gebrüder Mayer         | 1912      | II/P    | 18       | Restauriert 2012 durch Orgelbau Erler                                                                                                 |
| Schwaz | Strass im Zillertal |                         | Pfarrkirche                                |      | Christian Erler        | 2001      | I/P     | 10       | |
| Schwaz | Schlitters          |                         | Pfarrkirche                                |      | Christian Erler        | 1992      | II/P    | 17       | |
| Schwaz | Schwaz              |                         | Stadtpfarrkirche                           |      | Orgelbau Pirchner      | 1969      | IV/P    | 45       | 1897 Neubau durch Franz Reinisch II., 1910 Erweiterung durch Karl Reinisch auf 65 Register. 1969 Umbau und Reduktion auf 45 Register. |
| Schwaz | Schwaz              |                         | Franziskanerkirche                         |      | Joseph Aigner          | 1843      | II/P    | 23       | Restauriert 2020 durch Orgelbau Erler. Disposition                                                                                    |
| Schwaz | Stans               |                         | Neue Pfarrkirche                           |      | Albert Mauracher       | 1896      | II/P    | 13       | |
| Schwaz | Steinberg am Rofan  |                         | Pfarrkirche Steinberg am Rofan             |      |                        |           |         |          | |
| Schwaz | Strass im Zillertal |                         | Pfarrkirche Strass im Zillertal            |      | Christian Erler        | 2001      | I/P     | 10       | |
| Schwaz | Stumm               |                         | Pfarrkirche                                |      | Franz Weber            | 1887      | II/P    | 18       | Restauriert 2013 durch Orgelbau Erler                                                                                                 |
| Schwaz | Terfens             |                         | Pfarrkirche Terfens                        |      | Christian Erler        | 2007      | II/P    | 14       | |
| Schwaz | Tux (Tirol)         | Vorderlanersbach        | Pfarrkirche Tux                            |      | Friedrich Heftner      |           | II/P    | 16       | |
| Schwaz | Uderns              |                         | Pfarrkirche Uderns                         |      | Karl Mauracher         | 1837      | II/P    |          | |
| Schwaz | Vomp                | Fiecht                  | Stiftskirche                               |      | Joseph Aigner          | 1870/71   | II/P    | 31       | |
| Schwaz | Vomp                | Vomp                    | Pfarrkirche Vomp                           |      |                        | 1992      | II/P    | 31       | |
| Schwaz | Weer                | Weer                    | Pfarrkirche Weer                           |      | Karl Reinisch II.      | 1920      | II/P    | 21       | |
| Schwaz | Weerberg            | Weersberg               | Neue Pfarrkirche Weerberg                  |      |                        |           | II/P    |          | |
| Schwaz | Zell am Ziller      | Zell am Ziller          | Pfarrkirche Zell am Ziller                 |      | Orgelbau Pirchner      | 1966      | II/P    | 22       | [ 10 ] |